# Similar (canción de Ciro y los Persas)
«Similar» es una canción y sencillo del grupo musical de Argentina Ciro y los Persas, incluida en su tercer álbum de estudio y primer doble titulado Naranja persa del año 2016. Fue lanzada como sencillo el 26 de agosto de 2016 y su video musical fue publicado el 19 de septiembre de ese mismo año. Existe una versión de la canción que era para el primer álbum de estudio del grupo titulado Espejos del año 2010, pero fue descartada por razones desconocidas.
La canción fue interpretada durante toda la gira Naranja Persa Tour la cual inició el 21 de septiembre de 2016 y terminó el 15 de diciembre de 2018, en el Estadio Monumental ante más de 55 mil personas.

## Lista de canciones
| Descarga digital y streaming |           |          |  |
| N.º                          | Título    | Duración |  |
| 1.                           | «Similar» | 3:17     |  |

## Video musical
El video musical fue publicado el 19 de septiembre del 2016, muestra al grupo que se encuentra rodeado de naranjas y al líder Andrés Ciro Martínez vestido con un traje negro y un bombín. El video musical también hace homenaje a la famosa película de ciencia ficción La naranja mecánica estrenada en 1971.

## Formación
- Andrés Ciro Martínez: Voz.
- Joao Marcos Cezar Bastos: Bajo.
- Juan Manuel Gigena Ábalos: Guitarra.
- Rodrigo Pérez: Guitarra.
- Julián Isod: Batería.